# تترافلوئورید پلوتونیم
تترافلوئورید پلوتونیم (به انگلیسی: Plutonium tetrafluoride) با فرمول شیمیایی PuF۴ یک ترکیب شیمیایی است. که جرم مولی آن ۳۲۰ g/mol می‌باشد. شکل ظاهری این ترکیب، بلورهای قرمز تیره است.